# 菲尔·福特
小菲尔·杰克逊·福特（英語：Phil Jackson Ford Jr.，1956年2月9日—），美国前男子职业篮球运动员，曾效力于NBA联盟。他在1978年的NBA选秀中第1轮第2顺位被堪萨斯城国王选中。